# کنی آلن (بازیکن فوتبال)

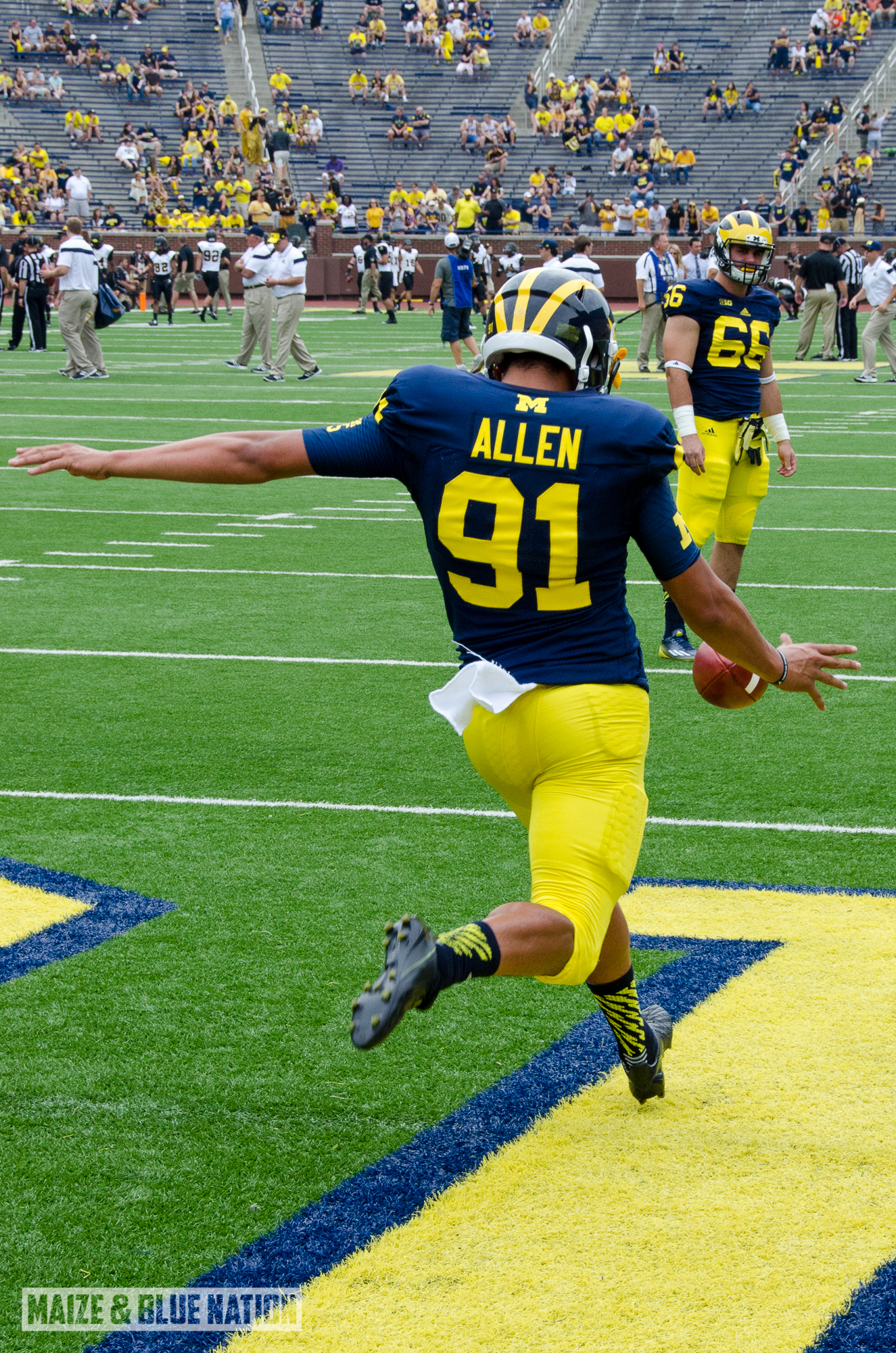
کنی آلن - ۲۰۱۴

کنی آلن (انگلیسی: Kenny Allen؛ زادهٔ ۱۲ ژانویهٔ ۱۹۴۸) بازیکن فوتبال اهل بریتانیا است.
از باشگاه‌هایی که در آن بازی کرده‌است می‌توان به باشگاه فوتبال وست برومویچ آلبیون، باشگاه فوتبال پیتربورو یونایتد، باشگاه فوتبال وورکینگتون ای. اف. سی، باشگاه فوتبال بث سیتی، باشگاه فوتبال نیوپورت کانتی، باشگاه فوتبال سوئیندون تاون، باشگاه فوتبال هارتل پول یونایتد، باشگاه فوتبال تورکی یونایتد، باشگاه فوتبال بری، باشگاه فوتبال ای‌اف‌سی بورنموث، باشگاه فوتبال تاو لاو تاون، و باشگاه فوتبال گوتبورگ اشاره کرد.